# تامشاشاط
تامشاشاط هي قرية مغربية وسط البلاد.تقع تامشاشاط جنوبي مكناس. تنتمي تامشاشاط لإقليم الحاجب، وتضم 4.151 نسمة (حسب الإحصاء الرسمي 2004).